# Félix Auger-Aliassime
Félix Auger-Aliassime (pronuncia francese [feliks oʒe aljasim]; Montréal, 8 agosto 2000) è un tennista canadese.
In singolare si è aggiudicato sette titoli del circuito maggiore su diciotto finali disputate, di cui tre ATP 500, nel novembre 2022 ha raggiunto la 6ª posizione della classifica mondiale.
Nei tornei del Grande Slam ha raggiunto la semifinale agli US Open 2021 e i quarti di finale a Wimbledon 2021 e agli Australian Open 2022. In doppio vanta la vittoria del Paris Masters 2020 in coppia con Hubert Hurkacz e ha raggiunto il 60º posto nel novembre 2021. Nel 2022 ha conquistato l'ATP Cup e la Coppa Davis, primo trionfo per la squadra canadese nella competizione. Alle Olimpiadi di Parigi 2024 ha perso la finale per la medaglia di bronzo in singolare e vinto quella in doppio misto in coppia con Gabriela Dabrowski.

## Biografia
Nato a Montréal, è cresciuto nei sobborghi della città di Québec. Il padre Sam Aliassime è un allenatore di tennis togolese, la madre Marie Auger è di origine franco-canadese e anche la sorella maggiore Malika ha intrapreso la carriera di tennista. Inizia a giocare a tennis a 4 anni con il padre e il suo idolo è Roger Federer, che come lui festeggia il compleanno l'8 agosto. Ha destinato una parte dei suoi guadagni ai bambini bisognosi del Togo. Nel 2020 entra nel consiglio dell'ATP. Nel 2012 vince l'Open Super Auray nella categoria 11-12 anni.

## Carriera

### Tra gli juniores
Il 15 febbraio 2015 vince il primo titolo nell'ITF Junior Circuit in un torneo di Grade 3, successo replicato la settimana successiva in un Grade 4 nel quale si impone anche nella prova di doppio. Ad agosto si aggiudica il suo primo trofeo sul cemento in un torneo statunitense di Grade 1 con i successi su Alex de Minaur in semifinale e Denis Shapovalov in finale. Il 13 settembre vince con lo stesso Shapovalov il torneo di doppio juniores agli US Open e il mese successivo vincono la Coppa Davis Junior battendo in finale la Germania, contribuisce al successo con 4 vittorie su 5 incontri in singolare e vincendo tutti quelli in doppio. Il 6 dicembre vince il Grade 1 dell'Eddie Herr International superando Stefanos Tsitsipas in semifinale e Alex De Minaur nell'atto conclusivo.
Nel 2016 perde contro Geoffrey Blancaneaux la finale in singolare juniores al Roland Garros e quella in doppio juniores a Wimbledon, dove gioca con Shapovalov e vengono sconfitti da Kenneth Raisma / Stefanos Tsitsipas, il 6 giugno 2016 sale per la prima volta al 2º posto nel ranking mondiale di categoria. A settembre ottiene il suo risultato più importante tra gli juniores trionfando agli US Open con il successo in finale su Miomir Kecmanović per 6-3, 6-0. Chiude l'esperienza nella categoria a ottobre tornando a giocare la finale di Coppa Davis Junior, questa volta senza Shapovalov, vince il suo singolare e perde il decisivo doppio, e il trofeo viene vinto dalla Russia.

### 2015: inizi tra i professionisti
Nel marzo 2015 fa la sua prima esperienza nel circuito professionistico con una wild card alle qualificazioni del Challenger di Drummondville, le supera ma subito si ritira a causa di un infortunio. Il passaggio dei due turni del torneo cadetto gli garantisce comunque i primi punti ATP e diventa il primo giocatore nato negli anni 2000 a entrare nel ranking.
Il suo primo successo nel tabellone principale di un torneo professionistico arriva il 22 luglio al Challenger di Granby, dove supera le qualificazioni e sconfigge al primo turno il qualificato australiano Andrew Whittington, diventando il più giovane tennista di sempre ad aver vinto un incontro in un torneo Challenger. Negli ottavi sconfigge Darian King, prima di cedere a Yoshihito Nishioka

### 2016: primo titolo Futures
L'8 maggio 2016 disputa la sua prima finale da professionista al torneo ITF Futures Spain F12 e viene sconfitto in due set da Ramkumar Ramanathan. A fine ottobre conquista il suo primo titolo professionistico al Futures USA F15 superando in finale Juan Manuel Benitez Chavarriaga in due set.

### 2017: primi due titoli Challenger e top 200
Dopo aver vinto il suo secondo titolo Futures al Canada F2, a giugno conquista il suo primo torneo Challenger superando Mathias Bourgue in finale a Lione, diventando all'età di 16 anni e 10 mesi il settimo giocatore più giovane della storia ad aggiudicarsi un torneo di questo livello. Tre mesi più tardi si impone sulla terra gialla del Challenger di Siviglia battendo in finale Íñigo Cervantes. Chiude la stagione alla 162ª posizione del ranking mondiale.

### 2018: due titoli Challenger ed esordio ATP
Salta i primi tornei stagionali per un infortunio al ginocchio, a febbraio esordisce nel circuito ATP con una wild-card a Rotterdam e viene sconfitto in tre set da Filip Krajinović. Esce al primo turno anche al successivo 250 di Marsiglia. La prima vittoria ATP arriva due settimane dopo al suo esordio in un torneo Masters 1000 a Indian Wells, dove supera le qualificazioni e sconfigge al primo turno Vasek Pospisil, e viene quindi eliminato da Milos Raonic. Esce invece al primo turno al Masters di Montecarlo. A giugno sconfigge in finale Johan Sebastien Tatlot e difende il titolo vinto l'anno precedente al Challeneger di Lione, diventando il primo giocatore della storia ad aver vinto tre tornei Challenger prima dei 18 anni. Vince un altro match ATP ed esce al secondo turno nei successivi tornei di Umago e Gstaad.
A Toronto supera il nº 18 del mondo Lucas Pouille, primo top 20 battuto in carriera, e al secondo turno si arrende al tie-break del set decisivo a Daniil Medvedev. In agosto fa il suo esordio assoluto in una prova del Grande Slam agli US Open e nel match di primo turno è costretto al ritiro a causa di un problema cardiaco. Un mese più tardi viene eliminato nelle qualificazioni a Chengdu, viene ripescato come lucky loser e raggiunge per la prima volta i quarti di finale di un torneo ATP sconfiggendo Wu Yibing e Hyeon Chung, prima di cedere a Bernard Tomić. A ottobre si aggiudica il Challenger di Tashkent superando in finale Kamil Majchrzak. All'ultimo impegno stagionale esce al primo turno a Vienna e conclude il 2018 con il nuovo best ranking al 108º posto mondiale.

### 2019: tre finali ATP, top 20 e finale di Coppa Davis
A inizio stagione supera le qualificazioni a Pune e viene eliminato al primo turno. Alla sua prima esperienza agli Australian Open esce al secondo incontro di qualificazione. A febbraio esordisce con una sconfitta in singolare nella squadra canadese di Coppa Davis in occasione della sfida vinta 3-2 con la Slovenia, perde anche in doppio e si aggiudica l'ultimo decisivo singolare contro Norbert Gombos. Eliminato al primo turno a Buenos Aires, all'ATP 500 di Rio De Janeiro giunge per la prima volta in finale nel circuito maggiore eliminando nell'ordine Fabio Fognini, Cristian Garín, Jaume Munar e Pablo Cuevas; nell'atto conclusivo viene sconfitto in due set da Laslo Đere e a fine torneo entra per la prima volta nella top 100, in 60ª posizione. Viene di nuovo battuto da Đere nei quarti a San Paolo dopo aver eliminato Pablo Cuevas e Albert Ramos Viñolas. Al primo turno del Masters 1000 di Indian Wells concede solo cinque giochi a Cameron Norrie, e al secondo turno supera col punteggio di 6-4, 6-2 il nº 10 del mondo Stefanos Tsitsipas, nella sua prima vittoria contro un top 10, e viene quindi eliminato al tie-break del set decisivo da Yoshihito Nishioka. Fa il suo debutto al Masters 1000 di Miami dopo aver superato le qualificazioni e al primo turno sconfigge in rimonta Casper Ruud. Raggiunge i quarti superando in due set Hubert Hurkacz e Nikoloz Basilašvili, e con il successo in due set su Borna Ćorić diventa il più giovane semifinalista nella storiael torneo. Viene sconfitto dopo due tie-break dal campione in carica John Isner; guadagna 24 posizioni in classifica e sale alla 33ª, nuovo best ranking.
A Monte Carlo elimina al primo turno Juan Ignacio Londero, prima di arrendersi al nº 3 del mondo Alexander Zverev che gli concede cinque giochi. A Barcellona viene eliminato al secondo turno da Kei Nishikori e a fine torneo sale alla 30ª posizione mondiale, diventando il primo giocatore nato negli anni 2000 a entrare tra i top 30. Disputa per la prima volta il Masters 1000 di Madrid, supera all'esordio Shapovalov ed esce al secondo turno per mano del nº 2 del mondo Rafael Nadal. Eliminato al primo turno alla sua prima esperienza agli Internazionali d'Italia, a Lione raggiunge la sua seconda finale ATP eliminando nell'ordine John Millman, Steve Johnson e Nikoloz Basilashvili. Nell'atto conclusivo si arrende in due set a Benoît Paire, anche a causa di un problema all'inguine che gli impedirà di fare il suo esordio al Roland Garros. Nonostante la forzata assenza, al termine dello Slam parigino sale al 21º posto del ranking.
Al primo turno di Stoccarda disputa e vince contro Ernests Gulbis il suo primo incontro ATP sull'erba, elimina quindi Gilles Simon e nei quarti la spunta in tre tie-break contro Dustin Brown dopo aver salvato un match point nel set decisivo. Grazie al forfait di Milos Raonic approda in finale ATP e viene sconfitto da Matteo Berrettini con il punteggio di 6-4, 7-6. Al Queen's giunge in semifinale eliminando Grigor Dimitrov, Nick Kyrgios e il nº 6 del mondo Stefanos Tsitsipas. Viene sconfitto dopo aver vinto il primo set contro Feliciano López, che si aggiudicherà il titolo. Alla sua prima partecipazione a Wimbledon sconfigge Vasek Pospisil e Corentin Moutet e al terzo turno cede a Ugo Humbert.
Sul cemento americano raggiunge il terzo turno a Washington e Montreal e, nonostante la sconfitta al primo turno a Cincinnati, a fine torneo entra per la prima volta nella top 20 mondiale. Esce al primo turno anche agli US Open, nettamente sconfitto da Denis Shapovalov. Nella trasferta cinese viene eliminato al secondo turno a Chengdu, Pechino e Shanghai, risultati con cui sale alla 17ª posizione mondiale. Un problema alla caviglia gli impedisce di giocare gli ultimi tornei ATP stagionali, tra i quali le prestigiose Next Generation ATP Finals. Rientra dopo oltre un mese di inattività alla fase finale della Coppa Davis e viene schierato solo nella finale persa 2-0 contro la Spagna, nella quale viene sconfitto in due set da Roberto Bautista Agut.

### 2020: tre finali in singolare e primo titolo in doppio
Inizia il 2020 alla nuova ATP Cup e conquista solo una vittoria contro il greco Michail Pervolarakis. Sul cemento di Adelaide viene battuto al terzo set in semifinale dal futuro vincitore del torneo Andrey Rublev. Agli Australian Open è la testa di serie nº 20 e viene eliminato sorprendentemente al primo turno da Ernests Gulbis. Sconfitto al secondo turno a Montpellier, raggiunge la finale a Rotterdam e viene sconfitto da Gaël Monfils con il punteggio di 2-6, 4-6. La settimana dopo raggiunge la finale anche a Marsiglia e cede a Stefanos Tsitsipas con il punteggio di 3-6, 4-6, mentre esce di scena al secondo turno ad Acapulco.
Dopo il lungo stop dovuto alla pandemia di COVID-19, torna in campo al Cincinnati Open e viene sconfitto al secondo turno da Tennys Sandgren al tie-break del terzo set. Vince il suo primo incontro in carriera agli US Open superando Thiago Monteiro e al secondo turno concede solo nove giochi all'ex nº 1 del mondo Andy Murray. Con il netto successo su Corentin Moutet accede per la prima volta al quarto turno in uno Slam e viene sconfitto in tre set dal futuro campione Dominic Thiem. Esce al turno di esordio a Roma e al Roland Garros, e al secondo ad Amburgo. A Colonia raggiunge la terza finale stagionale e viene sconfitto da Alexander Zverev con un doppio 6-3. Al successivo Colonia 2 viene invece eliminato in semifinale da Diego Schwartzman. Sconfitto al primo turno al Vienna Open e al Paris Masters, in quest'ultimo torneo raggiunge la sua prima finale ATP in doppio, gioca in coppia con Hubert Hurkacz e l'8 novembre vince il suo primo titolo ATP superando in finale Mate Pavić / Bruno Soares col punteggio di 6-7, 7-6, [10-2]. Grazie a questo risultato entra per la prima volta nella top 100 di doppio, in 77ª posizione.

### 2021: quarti di finale a Wimbledon e semi agli US Open, ingresso in top 10
All'esordio stagionale raggiunge la finale all'ATP 250 di Melbourne e viene sconfitto da Daniel Evans con il punteggio di 6-2, 6-3, mentre agli Australian Open viene eliminato al 4º turno da Aslan Karacev. Per la stagione sulla terra battuta ingaggia Toni Nadal, zio e storico ex coach di Rafael Nadal; si mette in luce a Barcellona, dove ha la meglio su Shapovalov e viene sconfitto nei quarti da Tsitsipas, e agli Internazionali d'Italia, dove elimina tra gli altri il nº 10 del mondo Diego Schwartzman ed esce al terzo turno per mano di Federico Delbonis. Cede ad Andreas Seppi al turno di esordio del Roland Garros. Sull'erba di Stoccarda subisce l'ottava sconfitta consecutiva nella finale di un torneo ATP, superato da Marin Čilić con il punteggio di 6-7, 3-6. Al secondo turno ad Halle elimina in tre set il campione uscente Federer e viene sconfitto in semifinale al tie-break del set decisivo da Ugo Humbert. A Wimbledon supera Monteiro e Ymer e accede al quarto turno per il ritiro nel 3º set di Kyrgios. Ha quindi la meglio sul nº 6 del mondo Alexander Zverev in cinque set e viene sconfitto nei quarti da Matteo Berrettini, finalista del torneo.
Fa il suo esordio olimpico ai Giochi di Tokyo e viene eliminato a sorpresa al primo turno da Max Purcell. Torna a mettersi in evidenza in agosto a Cincinnati eliminando tra gli altri il nº 8 del mondo Berrettini e cede in tre set nei quarti a Tsitsipas. Agli US Open sconfigge nell'ordine Donskoy, Zapata Miralles, Bautista Agut e Tiafoe. Supera i quarti di finale grazie al ritiro di Carlos Alcaraz nel corso del secondo set e raggiunge la sua prima semifinale in uno Slam, diventando anche il primo canadese a disputare una semifinale agli US Open. Viene sconfitto da Daniil Medvedev con il punteggio di 6-4, 7-5, 6-2, e con questi risultati sale all'11º posto mondiale, nuovo best ranking. A fine settembre viene convocato per la prestigiosa Laver Cup, dove perde per 10-8 nel set decisivo contro Berrettini. Eliminato al secondo turno a Vienna e al terzo al Paris Masters, al suo ultimo impegno stagionale si spinge fino alla semifinale a Stoccolma, viene sconfitto da Shapovalov e a fine torneo entra per la prima volta nella top 10, in 10ª posizione.

### 2022: trionfo in ATP Cup e Coppa Davis, quarti di finale agli Australian Open, primi quattro titoli ATP in singolare e nº 6 del mondo
Apre la stagione all'ATP Cup nelle vesti di giocatore e capitano; vince due incontri di doppio su tre in coppia con Shapovalov e tutti quelli in singolare, superando tra gli altri il nº 3 del mondo Alexander Zverev. Dopo il successo in semifinale contro la Russia, nella finale con la Spagna conquista il punto decisivo sconfiggendo Roberto Bautista Agut per 7–6, 6–3. Alla fine della manifestazione porta il best ranking alla 9ª posizione. Raggiunge per la prima volta i quarti di finale agli Australian Open e viene sconfitto dal futuro finalista Daniil Medvedev in cinque set. A febbraio vince il primo titolo ATP in singolare a Rotterdam grazie alle vittorie su Jahor Herasimaŭ, Andy Murray, Cameron Norrie, il nº 7 del mondo Andrej Rublëv e in finale sul nº 4 Stefanos Tsitsipas, battuto per 6–4, 6–2. Si spinge in finale anche a Marsiglia e viene superato in due set proprio da Rublëv.
Eliminato al turno d'esordio nei Masters di Indian Wells, Miami e Monte Carlo, si spinge fino ai quarti a Barcellona, Estoril, Madrid e Roma. Al Roland Garros esce di scena negli ottavi dopo una battaglia di oltre quattro ore contro il futuro vincitore Rafael Nadal, che s'impone al quinto set. In seguito raggiunge la semifinale a 's-Hertogenbosch e i quarti di finale ad Halle, mentre a Wimbledon viene clamorosamente estromesso al primo turno da Maxime Cressy. Inizia lo swing americano a Los Cabos e viene battuto in semifinale da Norrie; al Masters di Montréal si prende la rivincita sul britannico e ai quarti raccoglie solo tre giochi contro Casper Ruud. Si ferma ai quarti anche a Cincinnati, sconfitto dal futuro vincitore Borna Ćorić, e a fine torneo porta il best ranking all'8ª posizione. Con la sconfitta al secondo turno degli US Open per mano di Jack Draper esce dalla top 10. A settembre disputa la fase a gironi di Coppa Davis, in cui viene sorprendentemente sconfitto all'esordio dal nº 74 del ranking Kwon Soon-woo; subito si riscatta battendo in rimonta Carlos Alcaraz, reduce dal trionfo agli US Open, ottenendo la prima vittoria su un nº 1 della classifica mondiale. Malgrado la battuta d'arresto contro la Serbia, il Canada si classifica secondo nel girone e accede ai quarti di finale. Contribuisce quindi al primo successo del Resto del mondo nella Laver Cup superando Novak Đoković e imponendosi anche in doppio con Jack Sock contro Berrettini / Murray.
A Firenze elimina in semifinale Lorenzo Musetti, con il successo in finale su Jeffrey John Wolf conquista il secondo titolo ATP in carriera e rientra nella top 10. Si aggiudica il titolo anche ad Anversa sconfiggendo in finale Sebastian Korda, cedendo un solo set durante l'intero torneo. Vince il terzo torneo di fila a Basilea, dove in semifinale supera nuovamente Alcaraz e in finale l'astro nascente Holger Rune. Dopo 16 vittorie consecutive, viene sconfitto in semifinale al Paris Masters dallo stesso Rune, che vincerà il torneo. In virtù di tali risultati, a novembre porta il best ranking alla 6ª posizione. Si qualifica per la prima volta alle ATP Finals di Torino ed esce di scena nel round-robin dopo le sconfitte con Casper Ruud e Taylor Fritz e la vittoria sul nº 2 del mondo Nadal. A fine stagione vince tutti gli incontri nella fase a eliminazione diretta di Coppa Davis, in particolare sconfigge Alex de Minaur per 6-3, 6-4 nel decisivo incontro della finale vinta 2-0 contro l'Australia, che sancisce il primo storico trionfo del Canada nel torneo.

### 2023: un titolo ATP e discesa in classifica
Eliminato al primo turno all'Adelaide 1 all'esordio stagionale, esce al quarto turno degli Australian Open per mano di Jiří Lehečka. Subisce quindi due sconfitte consecutive da Daniil Medvedev nei quarti a Rotterdam e in semifinale a Doha. All'Indian Wells Masters raggiunge i quarti e viene sconfitto in due set da Carlos Alcaraz, mentre non supera il terzo turno a Miami. Un infortunio al ginocchio lo tiene lontano dalle competizioni per un mese, al rientro esce al turno di esordio nei Masters di Madrid e Roma e al Roland Garros, dopo il quale esce dalla top 10. Il riacutizzarsi del problema al ginocchio gli impedisce di giocare i primi tornei sull'erba, torna in campo a Wimbledon ed esce di nuovo al primo turno. Nella trasferta americana di fine estate vince solo uno dei cinque match disputati e fra le eliminazioni al primo turno c'è quella agli US Open. In seguito bissa il successo dell'anno precedente a Basilea, dove in finale supera dopo due tie-break Hubert Hurkacz. A Parigi-Bercy batte Struff e cede nei sedicesimi di finale contro Tsitsipas. Chiude la stagione al 29º posto del ranking.

### 2024: Prima finale Master 1000 in singolare e bronzo olimpico in doppio misto
Inizia l'anno all'ATP 250 di Auckland e viene eliminato all'esordio da Altmaier. Eliminato al terzo turno degli Australian Open da Medvedev, raggiunge la semifinale a Montpellier e viene sconfitto da Alexander Bublik dopo aver vinto il primo set. A Marsiglia esce di scena agli ottavi per mano di Zhang Zhinzhen. Viene eliminato agli ottavi anche a Rotterdam da Rublev mentre ad Acapulco viene battuto da Cobolli al turno d'esordio. Durante i primi tre master 1000 dell'anno vince una partita per torneo perdendo sempre alla successiva. All'ATP 250 di Monaco viene eliminato dal futuro vincitore Struff.  Al Madrid Open raggiunge la prima finale Masters 1000, accede agli ottavi grazie al ritiro di Menisk, batte poi Casper Ruud e passa in semifinale per il forfait di Jannik Sinner. In semifinale il suo avversario Jiří Lehečka si ritira sul 3-3 del primo set.  Affronta nell'ultimo atto Andrej Rublëv e viene sconfitto 7-5 al terzo set dopo aver vinto il primo; a fine torneo rientra nella top 20. Sconfitto al terzo turno agli Internazionali d'Italia, al Roland Garros elimina Ben Shelton e al quarto turno raccoglie solo sette giochi contro il vincitore del torneo Carlos Alcaraz.
Non va oltre il primo turno sull'erba dell'Halle Open e a Wimbledon. Ai Giochi olimpici di Parigi raggiunge la semifinale con le vittorie sui top 10 Daniil Medvedev e Casper Ruud, prima di subire una nuova dura sconfitta contro Alcaraz; perde anche la finale per il bronzo contro Lorenzo Musetti. Si aggiudica invece il bronzo nel doppio misto in coppia con Gabriela Dabrowski, mentre insieme a Raonic non supera il primo turno nel doppio maschile. Nella trasferta nordamericana si mette in luce solo al Cincinnati Open con la vittoria su Ruud ed esce al terzo turno, mentre perde al turno di esordio agli US Open. Vince tutti gli incontri disputati nella fase a gruppi delle Finali di Coppa Davis, tre in singolare e uno in doppio, e il Canada passa ai quarti di finale. Non vince più di un match in ciascuno dei restanti tornei stagionali. Impegnato con iniziative umanitarie in Togo, rinuncia a partecipare alla fase a eliminazione diretta di Coppa Davis e il Canada esce nei quarti. Chiude la stagione al 29º posto mondiale.

### 2025: due titoli ATP su tre finali
All'esordio stagionale vince solo un incontro in United Cup, peraltro contro il nº 4 ATP Fritz, e si aggiudica il successivo Adelaide International con la vittoria in tre set in finale su Sebastian Korda. Dopo la sconfitta al secondo turno agli Australian Open, vince anche l'Open Sud de France superando in finale Kovacevic al tie-break del set decisivo. Rientra nella top 20 del ranking dopo le sconfitte contro Rublëv in semifinale al Qatar Open ATP, dove aveva eliminato il nº 6 mondiale Medvedev, e in finale ai Dubai Tennis Championships contro Tsitsipas, che gli concede sei soli giochi. Nei successivi sei tornei vince in totale un solo incontro e scende alla 30ª posizione. All'Hamburg Open elimina Giovanni Mpetshi Perricard e perde in semifinale contro Rublëv. Eliminato al primo turno al Roland Garros, supera ancora Perricard allo Stuttgart Open ed esce di nuovo in semifinale per mano di Taylor Fritz.

## Statistiche

### Singolare

#### Vittorie (7)
| Legenda              |
| Grande Slam (0)      |
| ATP Finals (0)       |
| ATP Masters 1000 (0) |
| ATP Tour 500 (3)     |
| ATP Tour 250 (4)     |

| Legenda superfici |
| Cemento (7)       |
| Terra (0)         |
| Erba (0)          |

| N. | Data             | Torneo                           | Superficie  | Avversario in finale | Punteggio           |
| 1. | 13 febbraio 2022 | Rotterdam Open, Rotterdam        | Cemento (i) | Stefanos Tsitsipas   | 6–4, 6–2            |
| 2. | 16 ottobre 2022  | Firenze Open, Firenze            | Cemento (i) | Jeffrey John Wolf    | 6–4, 6–4            |
| 3. | 23 ottobre 2022  | European Open, Anversa           | Cemento (i) | Sebastian Korda      | 6–3, 6–4            |
| 4. | 30 ottobre 2022  | Swiss Indoors, Basilea           | Cemento (i) | Holger Rune          | 6–3, 7–5            |
| 5. | 29 ottobre 2023  | Swiss Indoors, Basilea (2)       | Cemento (i) | Hubert Hurkacz       | 7–6(3), 7–6(5)      |
| 6. | 11 gennaio 2025  | Adelaide International, Adelaide | Cemento     | Sebastian Korda      | 6–3, 3–6, 6–1       |
| 7. | 2 febbraio 2025  | Open Sud de France, Montpellier  | Cemento (i) | Aleksandar Kovacevic | 6–2, 6(7)–7, 7–6(2) |

#### Finali perse (11)
| Legenda              |
| Grande Slam (0)      |
| ATP Finals (0)       |
| ATP Masters 1000 (1) |
| ATP Tour 500 (3)     |
| ATP Tour 250 (7)     |

| Legenda superfici |
| Cemento (6)       |
| Terra (3)         |
| Erba (2)          |

| N.  | Data             | Torneo                                     | Superficie  | Avversario in finale | Punteggio     |
| 1.  | 24 febbraio 2019 | Rio Open, Rio de Janeiro                   | Terra rossa | Laslo Đere           | 3–6, 5–7      |
| 2.  | 25 maggio 2019   | Open Parc Auvergne-Rhône-Alpes Lyon, Lione | Terra rossa | Benoît Paire         | 4–6, 3–6      |
| 3.  | 16 giugno 2019   | Stuttgart Open, Stoccarda                  | Erba        | Matteo Berrettini    | 4–6, 6(11)–7  |
| 4.  | 16 febbraio 2020 | Rotterdam Open, Rotterdam                  | Cemento (i) | Gaël Monfils         | 2–6, 4–6      |
| 5.  | 23 febbraio 2020 | Open 13 Provence, Marsiglia                | Cemento (i) | Stefanos Tsitsipas   | 3–6, 4–6      |
| 6.  | 18 ottobre 2020  | ATP Cologne 1, Colonia                     | Cemento (i) | Alexander Zverev     | 3–6, 3–6      |
| 7.  | 7 febbraio 2021  | Murray River Open, Melbourne               | Cemento     | Daniel Evans         | 2–6, 3–6      |
| 8.  | 13 giugno 2021   | Stuttgart Open, Stoccarda (2)              | Erba        | Marin Čilić          | 6(2)–7, 3–6   |
| 9.  | 20 febbraio 2022 | Open 13 Provence, Marsiglia (2)            | Cemento (i) | Andrej Rublëv        | 5–7, 6(4)–7   |
| 10. | 5 maggio 2024    | Madrid Open, Madrid                        | Terra rossa | Andrej Rublëv        | 6–4, 5–7, 5–7 |
| 11. | 1º marzo 2025    | Dubai Tennis Championships, Dubai          | Cemento     | Stefanos Tsitsipas   | 3–6, 3–6      |

### Doppio

#### Vittorie (1)
| Legenda              |
| Grande Slam (0)      |
| ATP Finals (0)       |
| ATP Masters 1000 (1) |
| Giochi olimpici (0)  |
| ATP Tour 500 (0)     |
| ATP Tour 250 (0)     |

| N. | Data            | Torneo                | Superficie  | Compagno       | Avversari in finale     | Punteggio              |
| 1. | 8 novembre 2020 | Paris Masters, Parigi | Cemento (i) | Hubert Hurkacz | Mate Pavić Bruno Soares | 6(3)–7, 7–6(7), [10–2] |

#### Finali perse (1)
| Legenda              |
| Grande Slam (0)      |
| ATP Finals (0)       |
| ATP Masters 1000 (0) |
| Giochi olimpici (0)  |
| ATP Tour 500 (1)     |
| ATP Tour 250 (0)     |

| N. | Data           | Torneo            | Superficie | Compagno       | Avversari in finale        | Punteggio   |
| 1. | 20 giugno 2021 | Halle Open, Halle | Erba       | Hubert Hurkacz | Kevin Krawietz Horia Tecău | 6(4)–7, 4–6 |

### Vittorie nelle competizioni a squadre (5)
| Legenda         |
| --------------- |
| ATP Cup (1)     |
| Laver Cup (2)   |
| Coppa Davis (1) |
| Hopman Cup (1)  |

| N. | Data              | Torneo                      | Superficie  | Compagno/i                                                      | Avversari in finale                                                                                       | Punteggio |
| -- | ----------------- | --------------------------- | ----------- | --------------------------------------------------------------- | --- | --------- |
| 1. | 9 gennaio 2022    | ATP Cup, Sydney, Australia  | Cemento     | Denis Shapovalov Brayden Schnur Steven Diez                     | Roberto Bautista Agut Pablo Carreño Busta Alejandro Davidovich Fokina Albert Ramos Viñolas Pedro Martínez | 2–0       |
| 2. | 25 settembre 2022 | Laver Cup, Londra           | Cemento (i) | Team World                                                      | Team Europe                                                                                               | 13–8      |
| 3. | 27 novembre 2022  | Coppa Davis, Malaga, Spagna | Cemento (i) | Denis Shapovalov Vasek Pospisil Alexis Galarneau Gabriel Diallo | Alex de Minaur Thanasi Kokkinakis Max Purcell Matthew Ebden                                               | 2–0       |
| 4. | 24 settembre 2023 | Laver Cup, Vancouver        | Cemento (i) | Team World                                                      | Team Europe                                                                                               | 13–2      |
| 5. | 20 luglio 2025    | Hopman Cup, Bari            | Cemento     | Bianca Andreescu                                                | Lucia Bronzetti Flavio Cobolli                                                                            | 2–1       |

### Tornei minori

#### Singolare

##### Vittorie (6)
| Legenda tornei minori |
| Challenger (4)        |
| Futures (2)           |

| N. | Data             | Torneo                         | Superficie   | Avversario in finale            | Punteggio        |
| 1. | 6 novembre 2016  | USA F35, Birmingham            | Terra rossa  | Juan Manuel Benítez Chavarriaga | 7–5, 7–5         |
| 2. | 12 marzo 2017    | Canada F2, Sherbrooke          | Cemento (i)  | Gleb Sakharov                   | 3–6, 6–3, 6–4    |
| 3. | 18 giugno 2017   | Open de Lyon Challenger, Lione | Terra rossa  | Mathias Bourgue                 | 6–4, 6–1         |
| 4. | 9 settembre 2017 | Copa Sevilla, Siviglia         | Terra gialla | Íñigo Cervantes                 | 6(4)–7, 6–3, 6–3 |
| 5. | 17 giugno 2018   | Open de Lyon Challenger, Lione | Terra rossa  | Johan Tatlot                    | 6(3)–7, 7–5, 6–2 |
| 6. | 13 ottobre 2018  | Tashkent Challenger, Tashkent  | Cemento      | Kamil Majchrzak                 | 6–3, 6–2         |

##### Finali perse (3)
| Legenda tornei minori |
| Challenger (1)        |
| Futures (2)           |

| N. | Data            | Torneo                                   | Superficie  | Avversario in finale | Punteggio           |
| 1. | 8 maggio 2016   | Spain F12, Lleida                        | Terra rossa | Ramkumar Ramanathan  | 6(1)–7, 2–6         |
| 2. | 15 gennaio 2017 | USA F3, Plantation                       | Cemento (i) | Roberto Cid Subervi  | 7–6(4), 6(3)–7, 0–6 |
| 3. | 24 giugno 2018  | Internationaux de Tennis de Blois, Blois | Terra rossa | Scott Griekspoor     | 4–6, 4–6            |

#### Doppio

##### Vittorie (2)
| Legenda tornei minori |
| Challenger (1)        |
| Futures (1)           |

| N. | Data             | Torneo                        | Superficie  | Compagno       | Avversari in finale              | Punteggio        |
| 1. | 7 novembre 2016  | USA F36, Niceville            | Terra rossa | Patrick Kypson | Patrick Daciek Dane Webb         | 7–5, 6–1         |
| 2. | 11 febbraio 2018 | Budapest Challenger, Budapest | Cemento (i) | Nicola Kuhn    | Marin Draganja Tomislav Draganja | 2–6, 6–2, [11–9] |

## Risultati in progressione

### Singolare
| V | F | SF | QF | #T | RR | Q# | A | Z# | PO | O | F-A | SF-B | ND |

(V) Torneo vinto; raggiunto (F) finale, (SF) semifinale, (QF) quarti di finale, (#T) turni 4, 3, 2, 1; (RR) round - robin; (Q#) Turno di qualificazione; (A) assente dal torneo; (Z#) Zona gruppo Coppa Davis/Fed Cup (con indicazione numero); (PO) play-off Coppa Davis o Fed Cup; vinto un (O) oro, (F-A) argento o (SF-B) bronzo ai Giochi Olimpici; (ND) torneo non disputato.

Statistiche aggiornate alla Cincinnati Open 2025.
| Torneo                     | 2016          | 2017          | 2018          | 2019          | 2020          | 2021          | 2022          | 2023          | 2024          | 2025          | Titoli       | V-S          | V%           |
| Grande Slam                |               |               |               |               |               |               |               |               |               |               |              |              |              |
| Australian Open            | A             | A             | A             | Q2            | 1T            | 4T            | QF            | 4T            | 3T            | 2T            | 0 / 6        | 13–6         | 68%          |
| Roland Garros              | A             | A             | Q2            | A             | 1T            | 1T            | 4T            | 1T            | 4T            | 1T            | 0 / 6        | 6–6          | 50%          |
| Wimbledon                  | A             | A             | A             | 3T            | ND            | QF            | 1T            | 1T            | 1T            | 2T            | 0 / 6        | 7–6          | 54%          |
| US Open                    | A             | Q2            | 1T            | 1T            | 4T            | SF            | 2T            | 1T            | 1T            |               | 0 / 7        | 9–7          | 56%          |
| Vittorie-Sconfitte         | -             | -             | 0–1           | 2–2           | 3–3           | 12–4          | 8–4           | 3–4           | 5–4           | 2–3           | 0 / 25       | 35–25        | 58%          |
| ATP Finals                 |               |               |               |               |               |               |               |               |               |               |              |              |              |
| ATP Finals                 | NQ            | NQ            | NQ            | NQ            | NQ            | NQ            | RR            | NQ            | NQ            |               | 0 / 1        | 1–2          | 33%          |
| Vittorie-Sconfitte         | -             | -             | -             | -             | -             | -             | 1–2           | -             | -             | -             | 0 / 1        | 1–2          | 33%          |
| Nazionale e Laver Cup      |               |               |               |               |               |               |               |               |               |               |              |              |              |
| Giochi Olimpici            | A             | Non disputati | Non disputati | Non disputati | Non disputati | 1T            | Non disputati | Non disputati | SF            | ND            | 0 / 2        | 4–3          | 57%          |
| Coppa Davis                | A             | A             | A             | F             | ND            | A             | V             | QF            | QF            |               | 1 / 4        | 9–3          | 75%          |
| ATP Cup                    | Non disputata | Non disputata | Non disputata | Non disputata | QF            | A             | V             | Non disputata | Non disputata | Non disputata | 1 / 2        | 4–5          | 44%          |
| United Cup                 | Non disputata | Non disputata | Non disputata | Non disputata | Non disputata | Non disputata | Non disputata | A             | RR            | RR            | 0 / 2        | 1–1          | 50%          |
| Laver Cup                  | ND            | A             | A             | A             | ND            | F             | V             | V             | A             |               | 2 / 3        | 2–2          | 50%          |
| Vittorie-Sconfitte         | -             | -             | -             | 1–2           | 1–3           | 0–2           | 9–4           | 1–0           | 7–2           | 1–1           | 4 / 12       | 20–14        | 59%          |
| ATP Tour Masters 1000      |               |               |               |               |               |               |               |               |               |               |              |              |              |
| Indian Wells               | A             | A             | 2T            | 3T            | ND            | 2T            | 2T            | QF            | 3T            | 2T            | 0 / 7        | 7–7          | 50%          |
| Miami                      | A             | A             | Q1            | SF            | ND            | 3T            | 2T            | 3T            | 2T            | 3T            | 0 / 6        | 9–6          | 60%          |
| Monte Carlo                | A             | A             | 1T            | 2T            | ND            | 1T            | 2T            | A             | 2T            | 1T            | 0 / 6        | 2–6          | 25%          |
| Madrid                     | A             | A             | A             | 2T            | ND            | 1T            | QF            | 2T            | F             | 2T            | 0 / 6        | 8–6          | 57%          |
| Roma                       | A             | A             | A             | 1T            | 1T            | 3T            | QF            | 2T            | 3T            | A             | 0 / 6        | 5–6          | 45%          |
| Canada                     | Q1            | A             | 2T            | 3T            | ND            | 2T            | QF            | 1T            | 1T            | 2T            | 0 / 7        | 5–7          | 42%          |
| Cincinnati                 | A             | A             | A             | 1T            | 2T            | QF            | QF            | 2T            | 3T            | QF            | 0 / 7        | 12–7         | 63%          |
| Shanghai                   | A             | A             | A             | 2T            | Non disputato | Non disputato | Non disputato | 2T            | 2T            |               | 0 / 3        | 1–3          | 25%          |
| Parigi                     | A             | A             | A             | A             | 1T            | 2T            | SF            | 2T            | A             |               | 0 / 4        | 5–4          | 56%          |
| Vittorie-Sconfitte         | -             | -             | 2–3           | 12–8          | 1–3           | 7–8           | 11–8          | 6–8           | 11–8          | 4–6           | 0 / 52       | 54–52        | 51%          |
| ATP Tour 500               |               |               |               |               |               |               |               |               |               |               |              |              |              |
| Rotterdam                  | A             | A             | 1T            | A             | F             | 1T            | V             | QF            | 2T            | 1T            | 1 / 7        | 12–6         | 67%          |
| Rio de Janeiro             | A             | A             | A             | F             | A             | ND            | A             | A             | A             | A             | 0 / 1        | 4–1          | 80%          |
| Doha                       | 250           | 250           | 250           | 250           | 250           | 250           | 250           | 250           | 250           | SF            | 0 / 1        | 2–1          | 67%          |
| Dubai                      | A             | A             | A             | A             | A             | A             | A             | 2T            | A             | F             | 0 / 2        | 5–2          | 71%          |
| Acapulco                   | A             | A             | A             | A             | 2T            | QF            | A             | A             | 1T            | A             | 0 / 3        | 3–3          | 50%          |
| Barcellona                 | A             | A             | A             | 3T            | ND            | QF            | QF            | A             | A             | A             | 0 / 3        | 5–3          | 63%          |
| Monaco di Baviera          | 250           | 250           | 250           | 250           | ND            | 250           | 250           | 250           | 250           | 1T            | 0 / 1        | 0–1          | 0%           |
| Halle                      | A             | A             | A             | A             | ND            | SF            | QF            | A             | 1T            | 2T            | 0 / 4        | 6–4          | 60%          |
| Londra                     | A             | A             | A             | SF            | ND            | A             | A             | A             | A             | A             | 0 / 1        | 3–1          | 75%          |
| Amburgo                    | A             | A             | A             | A             | 2T            | A             | A             | A             | A             | SF            | 0 / 2        | 4–2          | 67%          |
| Washington                 | A             | A             | A             | 3T            | ND            | 3T            | A             | 2T            | A             | A             | 0 / 3        | 2–3          | 40%          |
| Pechino                    | A             | A             | A             | 2T            | Non disputato | Non disputato | Non disputato | 1T            | A             |               | 0 / 2        | 1–2          | 33%          |
| Tokyo                      | A             | A             | A             | A             | Non disputato | Non disputato | A             | QF            | 1T            |               | 0 / 2        | 2–2          | 50%          |
| Astana                     | Non disputato | Non disputato | Non disputato | Non disputato | 250           | 250           | 1T            | 250           | 250           | 250           | 0 / 1        | 0–1          | 0%           |
| Vienna                     | A             | A             | 1T            | A             | 1T            | QF            | A             | A             | A             |               | 0 / 3        | 2–3          | 40%          |
| Basilea                    | A             | Q1            | A             | A             | Non disputato | Non disputato | V             | V             | 2T            |               | 2 / 3        | 11–1         | 92%          |
| Vittorie-Sconfitte         | -             | -             | 0–2           | 10–5          | 6–4           | 10–6          | 14–3          | 10–5          | 2–5           | 10–6          | 3 / 39       | 62–36        | 64%          |
| ATP Tour 250               |               |               |               |               |               |               |               |               |               |               |              |              |              |
| Adelaide                   | Non disputato | Non disputato | Non disputato | Non disputato | SF            | ND            | A             | 1T            | A             | V             | 1 / 3        | 6–2          | 75%          |
| Melbourne                  | Non disputato | Non disputato | Non disputato | Non disputato | Non disputato | F             | Non disputato | Non disputato | Non disputato | Non disputato | 0 / 1        | 4–1          | 80%          |
| Pune                       | A             | A             | A             | 1T            | A             | ND            | A             | A             | Non disputato | Non disputato | 0 / 1        | 0–1          | 0%           |
| Auckland                   | A             | A             | A             | A             | A             | Non disputato | Non disputato | A             | 2T            | A             | 0 / 1        | 0–1          | 0%           |
| Montpellier                | A             | A             | A             | A             | 2T            | A             | A             | A             | SF            | V             | 1 / 3        | 7–2          | 78%          |
| Buenos Aires               | A             | A             | A             | 1T            | A             | A             | A             | A             | A             | A             | 0 / 1        | 0–1          | 0%           |
| Marsiglia                  | A             | A             | 1T            | A             | F             | A             | F             | A             | 2T            | A             | 0 / 4        | 8–4          | 67%          |
| Doha                       | A             | A             | A             | A             | A             | A             | A             | SF            | A             | 500           | 0 / 1        | 2–1          | 67%          |
| San Paolo                  | A             | A             | A             | QF            | Non disputato | Non disputato | Non disputato | Non disputato | Non disputato | Non disputato | 0 / 1        | 2–1          | 67%          |
| Marrakech                  | A             | A             | A             | A             | Non disputato | Non disputato | 2T            | A             | A             | A             | 0 / 1        | 1–1          | 50%          |
| Estoril                    | A             | A             | Q1            | A             | ND            | A             | QF            | A             | A             | ND            | 0 / 1        | 1–1          | 50%          |
| Monaco di Baviera          | A             | A             | A             | A             | ND            | A             | A             | A             | QF            | 500           | 0 / 1        | 2–1          | 67%          |
| Lione                      | ND            | A             | A             | F             | ND            | 1T            | A             | QF            | A             | ND            | 0 / 3        | 4–2          | 67%          |
| 's-Hertogenbosch           | A             | A             | A             | A             | Non disputato | Non disputato | SF            | A             | A             | A             | 0 / 1        | 2–1          | 67%          |
| Stoccarda                  | A             | A             | A             | F             | ND            | F             | A             | A             | A             | SF            | 0 / 3        | 8–3          | 73%          |
| Calvià                     | Non disputato | Non disputato | Non disputato | Non disputato | Non disputato | A             | A             | A             | A             | SF            | 0 / 1        | 2–1          | 67%          |
| Newport                    | A             | A             | A             | A             | ND            | A             | 2T            | A             | A             | ND            | 0 / 1        | 0–1          | 0%           |
| Gstaad                     | A             | A             | 2T            | A             | ND            | A             | A             | A             | QF            | A             | 0 / 2        | 2–2          | 50%          |
| Los Cabos                  | A             | A             | A             | A             | ND            | A             | SF            | A             | A             | A             | 0 / 1        | 2–1          | 67%          |
| Sofia                      | A             | A             | A             | A             | 2T            | A             | A             | A             | Non disputato | Non disputato | 0 / 1        | 0–1          | 0%           |
| Chengdu                    | A             | A             | QF            | 2T            | Non disputato | Non disputato | Non disputato | A             | A             |               | 0 / 2        | 2–2          | 50%          |
| Colonia 1                  | Non disputato | Non disputato | Non disputato | Non disputato | F             | Non disputato | Non disputato | Non disputato | Non disputato | Non disputato | 0 / 1        | 3–1          | 75%          |
| Firenze                    | Non disputato | Non disputato | Non disputato | Non disputato | Non disputato | Non disputato | V             | Non disputato | Non disputato | Non disputato | 1 / 1        | 4–0          | 100%         |
| Colonia 2                  | Non disputato | Non disputato | Non disputato | Non disputato | SF            | Non disputato | Non disputato | Non disputato | Non disputato | Non disputato | 0 / 1        | 2–1          | 67%          |
| Anversa/Bruxelles          | A             | A             | Q2            | A             | A             | A             | V             | A             | QF            |               | 1 / 2        | 5–1          | 83%          |
| Stoccolma                  | A             | A             | A             | A             | ND            | SF            | A             | A             | A             |               | 0 / 1        | 2–1          | 67%          |
| Vittorie-Sconfitte         | 0–0           | 0–0           | 3–3           | 8–6           | 12–6          | 9–4           | 17–6          | 3–2           | 7–6           | 12–2          | 4 / 40       | 71–35        | 67%          |
| Statistiche carriera       |               |               |               |               |               |               |               |               |               |               |              |              |              |
|                            | 2016          | 2017          | 2018          | 2019          | 2020          | 2021          | 2022          | 2023          | 2024          | 2025          | Titoli       | V–S          | V%           |
| Tornei ATP disputati       | 0             | 0             | 10            | 21            | 16            | 23            | 26            | 21            | 24            | 19            | 160          | 160          | 160          |
| Finali ATP perse           | 0             | 0             | 0             | 3             | 3             | 2             | 1             | 0             | 1             | 1             | 11           | 11           | 11           |
| Tornei ATP vinti           | 0             | 0             | 0             | 0             | 0             | 0             | 4             | 1             | 0             | 2             | 7            | 7            | 7            |
| Statistiche per superficie |               |               |               |               |               |               |               |               |               |               |              |              |              |
| Cemento                    | 0–0           | 0–0           | 4–7           | 12–11         | 22–16         | 24–15         | 45–16         | 22–15         | 15–15         | 20–9          | 7 / 99       | 164–104      | 61%          |
| Terra                      | 0–0           | 0–0           | 2–3           | 13–9          | 1–3           | 4–6           | 11–7          | 1–3           | 17–8          | 3–5           | 0 / 44       | 52–44        | 54%          |
| Erba                       | 0–0           | 0–0           | 0–0           | 8–3           | 0–0           | 10–3          | 4–4           | 0–1           | 0–2           | 6–4           | 0 / 17       | 28–17        | 62%          |
| Vittorie-Sconfitte         | 0–0           | 0–0           | 6–10          | 33–23         | 23–19         | 38–24         | 60–27         | 23–19         | 32–25         | 29–18         | 244–165      | 244–165      | 244–165      |
| Vittorie (%)               | -             | -             | 38%           | 59%           | 55%           | 61%           | 69%           | 55%           | 56%           | 62%           | 59.66%       | 59.66%       | 59.66%       |
| Ranking                    | 613           | 162           | 108           | 21            | 21            | 11            | 6             | 29            | 29            |               | 15 725 454 $ | 15 725 454 $ | 15 725 454 $ |

### Vittorie contro top 10 per stagione
| Anno     | 2019 | 2021 | 2022 | 2023 | 2024 | 2025 | Totale |
| -------- | ---- | ---- | ---- | ---- | ---- | ---- | ------ |
| Vittorie | 2    | 4    | 7    | 1    | 4    | 2    | 20     |

| Anno | N.  | Avversario             | Ranking | Torneo                             | Superficie  | Turno | Punteggio                  |
| 2019 | 1.  | Stefanos Tsitsipas     | 10      | Indian Wells Masters, Indian Wells | Cemento     | 2T    | 6–4, 6–2                   |
| 2019 | 2.  | Stefanos Tsitsipas (2) | 6       | Queen's Club Championships, Londra | Erba        | QF    | 7–5, 6–3                   |
| 2021 | 3.  | Diego Schwartzman      | 10      | Internazionali d'Italia, Roma      | Terra rossa | 2T    | 6–1, 6–3                   |
| 2021 | 4.  | Roger Federer          | 8       | Halle Open, Halle                  | Erba        | 2T    | 4–6, 6–3, 6–2              |
| 2021 | 5.  | Alexander Zverev       | 6       | Wimbledon, Londra                  | Erba        | 4T    | 6–4, 7–6(6), 3–6, 3–6, 6–4 |
| 2021 | 6.  | Matteo Berrettini      | 8       | Cincinnati Open, Cincinnati        | Cemento     | 3T    | 6–4, 6–3                   |
| 2022 | 7.  | Alexander Zverev (2)   | 3       | ATP Cup, Sydney                    | Cemento     | RR    | 6–4, 4–6, 6–3              |
| 2022 | 8.  | Andrej Rublëv          | 7       | Rotterdam Open, Rotterdam          | Cemento (i) | SF    | 6(5)–7, 6–4, 6–2           |
| 2022 | 9.  | Stefanos Tsitsipas (3) | 4       | Rotterdam Open, Rotterdam          | Cemento (i) | F     | 6–4, 6–2                   |
| 2022 | 10. | Carlos Alcaraz         | 1       | Coppa Davis, Valencia              | Cemento (i) | RR    | 6(3)–7, 6–4, 6–2           |
| 2022 | 11. | Novak Đoković          | 7       | Laver Cup, Londra                  | Cemento (i) | RR    | 6–3, 7–6(3)                |
| 2022 | 12. | Carlos Alcaraz (2)     | 1       | Swiss Indoors, Basilea             | Cemento (i) | SF    | 6–3, 6–2                   |
| 2022 | 13. | Rafael Nadal           | 2       | ATP Finals, Torino                 | Cemento (i) | RR    | 6–3, 6–4                   |
| 2023 | 14. | Holger Rune            | 6       | Swiss Indoors, Basilea             | Cemento (i) | SF    | 6–3, 6–2                   |
| 2024 | 15. | Casper Ruud            | 6       | Madrid Open, Madrid                | Terra rossa | 4T    | 6–4, 7–5                   |
| 2024 | 16. | Daniil Medvedev        | 5       | Olimpiadi, Parigi                  | Terra rossa | 3T    | 6–3, 7–6(5)                |
| 2024 | 17. | Casper Ruud (2)        | 9       | Olimpiadi, Parigi                  | Terra rossa | QF    | 6–4, 6(8)–7, 6–3           |
| 2024 | 18. | Casper Ruud (3)        | 8       | Cincinnati Open, Cincinnati        | Cemento     | 2T    | 6–3, 6–1                   |
| 2025 | 19. | Taylor Fritz           | 4       | United Cup, Perth                  | Cemento     | RR    | 4–6, 7–5, 6–3              |
| 2025 | 20. | Daniil Medvedev (2)    | 6       | Qatar Open, Doha                   | Cemento     | QF    | 6–3, rit.                  |